# Rodrigo Paraná
Rodrigo Paraná (født 25. januar 1987) er en brasiliansk fodboldspiller.